# Imigluceraza
Imigluceraza – zmodyfikowana postać ludzkiej kwaśnej beta-glukozydazy wytwarzanej technologią rekombinacji DNA. Imigluceraza może zastąpić naturalny enzym, którego brakuje lub który jest niedostatecznie aktywny u pacjentów z chorobą Gauchera.

## Wskazania
Imigluceraza jest stosowana w leczeniu pacjentów z chorobą Gauchera typu 1 lub typu 3, u których występują objawy niezwiązane z układem nerwowym: niedokrwistość (zbyt mała liczba czerwonych krwinek), skłonność do łatwego krwawienia (spowodowana zbyt małą liczbą płytek), powiększenie wątroby lub śledziony lub choroba kości.

## Mechanizm działania
Podanie imiglucerazy (rekombinowana, kwaśna ß-glukozydaza z powinowactwem do makrofagów) uzupełnia niedobór enzymatyczny i umożliwia hydrolizę glukozyloceramidu. Przeciwdziała to pierwotnym zaburzeniom patofizjologicznym i zapobiega wtórnym zmianom chorobowym.

## Skuteczność
Wykazano, że stosowanie imiglucerazy zapewnia zmniejszenie rozmiarów śledziony i wątroby, poprawę lub normalizację małopłytkowości, niedokrwistości, gęstości mineralnej kości i obciążenia szpiku kostnego oraz łagodzi lub usuwa ból kości i przełomy kostne. Ponadto przyczynia się także ona do zmniejszenia spoczynkowego wydatku energetycznego. Wykazano, że ma ona wpływ na aspekty psychiczne i fizyczne jakości życia w chorobie. Imigluceraza u dzieci umożliwia prawidłowy rozwój, powoduje przyspieszenie wzrostu i przyczynia się do osiągnięcie prawidłowego wzrostu i gęstości mineralnej kości po osiągnięciu wieku dorosłego.